# Wilhelm Bernatzik
Wilhelm Bernatzik (Mistelbach, 18 de maio de 1853 — Hinterbrühl, 26 de novembro de 1906) foi um pintor austríaco e um dos fundadores da Secessão de Viena.